# 大中華地產
大中華地產控股有限公司 （簡稱大中華地產），(港交所：0021)，前為提供投資、資產管理及物業投資的控股公司，後來現時經營中國內地房地產行業，前為「寶福集團有限公司」，以及「滙通天下集團有限公司」，經重組後改稱現名。
早於1954年集團於香港成立，並於1973年正式於香港聯交所上市。
及後，2000年起，集團開始參與在中國大陸的投資，於上海、濟南等城市投資房地產，又投資浙江瑞森紙業有限公司及蕪湖東泰紙業有限公司，更投資煤公司荷澤世紀能源煤化有限公司，但最終均失利收場。
經重組後，集團賣掉原有地產權益，透過大通資本有限公司投資汕尾市海豐縣金麗灣所有之權益，及持有金麗灣旅遊發展有限公司及海豐金麗灣渡假村有限公司。
除地產外，重組後亦成立中國匯通集團有限公司、及透過匯通天下金融控股有限公司持有匯通基金有限公司及中國匯通證券有限公司。
現時，集團於香港註冊，而主席為黃世再，執行董事則為其女兒黃文稀。
而2008年，集團錄得港幣13.03百萬港元虧損。

2014年4月28日大中華地產集團位於海豐縣後門鎮百安半島的旅遊別墅發展項目－金麗灣度假村第1期別墅今天正式奠基。集團未來計劃投資人民幣60億元建設金麗灣2期工程，其包括兩家五星級國際酒店、旅遊度假村及游艇碼頭項目 等多項旅遊娛樂設施。

## 外部連結
- greatchinaproperties.com （页面存档备份，存于）